# The Skeptic's Dictionary
Lo Skeptic's Dictionary (lett. "dizionario dello scettico") è una raccolta di saggi di natura scettico-scientifica realizzata da Robert Todd Carroll e pubblicata sul suo sito web (skepdic.com) e in un libro.
Il sito è stato aperto nel 1994 ed il libro pubblicato nel 2003 con circa 400 argomenti trattati. Negli anni il sito è cresciuto sino a contenere circa 700 articoli che toccano molteplici argomenti nell'ambito delle pseudoscienze e del paranormale. La bibliografia contiene centinaia di fonti che consentono di approfondire i temi trattati.

## Edizioni
- (EN) Robert Todd Carroll, The Skeptic's Dictionary, John Wiley & Sons, 2003,  pp. 446, ISBN 978-0-471-27242-7.